# L.V.
Ла́рри Са́ндерс (англ. Larry Sanders, род. 21 ноября 1957, Лос-Анджелес, Калифорния, США), более известный под сценическим псевдонимом L.V. — американский певец, рэпер, автор-исполнитель.
Наиболее известен своим совместным синглом с Кулио — «Gangsta's Paradise».
Он выпустил пять сольных альбомов и был участником гангста-рэп-группы «South Central Cartel».

## Биография
Ларри родился 21 ноября 1957, в Лос-Анджелесе в семье певца госпел-музыки.
В студенческие года присоединился к хору «Городского колледжа» Лос-Анджелеса. Ларри в том же году присоединился к группе «South Central Cartel», и начал исполнять в жанре R&B.

## Творчество

### Музыкальная карьера
Ларри в 1995 году возглавил американский музыкальный чарт с песней «Gangsta's Paradise». После успеха Ларри подписал контракт с музыкальным лейблом «Tommy Boy Records», и в 1996 году выпустил свой альбом «I Am L.V.».
В 2000 году выпустил второй музыкальный альбом «How Long», был выпущен на лейбле «Loud Records», также включает дуэтные работы с такими именами как: «Raekwon» и «Shari Watson».

## Дискография

### Студийные альбомы
| Название               | Дата выхода                                      | Высшее позиции в чартах | Высшее позиции в чартах | Высшее позиции в чартах | Высшее позиции в чартах |
| Название               | Дата выхода                                      | AUS                     | GER                     | UK                      | USR&B                   |
| ---------------------- | ------------------------------------------------ | ----------------------- | ----------------------- | ----------------------- | ----------------------- |
| I Am L.V.              | - Дата выхода: 1996 - Лейбл: Tommy Boy Records   | 96                      | 72                      | 139                     | 100                     |
| How Long               | - Релиз: 29 августа 2000 - Лейбл: Громкие отчеты | —                       | —                       | —                       | 59                      |
| Hustla 4 Life          | - Релиз: 17 марта 2010 - Лейбл: P-Vine Records   | —                       | —                       | —                       | —                       |
| Still L.V.             | - Релиз: 22 августа 2012 - Этикетка: Октава      | —                       | —                       | —                       | —                       |
| The Art of Making Love | - Релиз: 15 марта 2017 - Этикетка: ESMG          | —                       | —                       | —                       | —                       |

### Совместные альбомы
- The Playground with Prodegy (2002)
- Hood Affiliated with Prodegy (2008)

### Сборники альбомов
- The Gangstas In South Central with South Central Cartel (1996)

### Синглы
| Название              | Дата выхода | Высшее позиции в чартах | Высшее позиции в чартах | Высшее позиции в чартах | Высшее позиции в чартах | Высшее позиции в чартах | Высшее позиции в чартах | Высшее позиции в чартах | Альбом    |
| Название              | Дата выхода | Us                      | US R&B                  | AUS                     | FRA                     | GER                     | NZ                      | UK                      | Альбом    |
| --------------------- | ----------- | ----------------------- | ----------------------- | ----------------------- | ----------------------- | ----------------------- | ----------------------- | ----------------------- | --------- |
| «Throw Your Hands Up» | 1995        | 63                      | 42                      | 84                      | 47                      | 46                      | 5                       | 24                      | I Am L.V. |
| «I Am L.V.»           | 1996        | —                       | 87                      | —                       | —                       | —                       | 42                      | 64                      | I Am L.V. |
| «How Long»            | 2000        | —                       | 46                      | —                       | —                       | —                       | —                       | —                       | How Long  |

#### Показан в
| Название                                    | Дата выхода | Высшее позиции в чартах | Высшее позиции в чартах | Высшее позиции в чартах | Высшее позиции в чартах | Высшее позиции в чартах | Высшее позиции в чартах | Высшее позиции в чартах | Высшее позиции в чартах | Высшее позиции в чартах | Высшее позиции в чартах | Сертификаты | Альбом                                                                        |
| Название                                    | Дата выхода | US                      | AUS                     | AUT                     | GER                     | NL                      | NOR                     | NZ                      | SWE                     | SWI                     | UK                      | Сертификаты | Альбом                                                                        |
| ------------------------------------------- | ----------- | ----------------------- | ----------------------- | ----------------------- | ----------------------- | ----------------------- | ----------------------- | ----------------------- | ----------------------- | ----------------------- | ----------------------- | --- | ----------------------------------------------------------------------------- |
| Gangsta’s Paradise (Coolio с участием L.V.) | 1995        | 1                       | 1                       | 1                       | 1                       | 1                       | 1                       | 1                       | 1                       | 1                       | 1                       | - RIAA: 3 раза платиновый - АРИЯ : 3 × Платина - BPI: 2 × Платина - BVMI: 2 × Платина - IFPI AUT: Платина - IFPI NOR: 4 × платина - IFPI SWE: Золото - IFPI SWI: 2 × Платина - РМНЗ: Платина | «Gangsta’s Paradise» А также «Dangerous Minds: Music from the Motion Picture» |